# Ivan Fíla
Ivan Fíla (* 24. prosince 1956 Praha) je český filmový režisér, scenárista, spisovatel a fotograf.

## Biografie
Narodil se v Praze 24. prosince 1956. V roce 1977 emigroval do Německa, kde na Filmové fakultě v Kolíně nad Rýnem vystudoval režii a scenáristiku. Fíla začal natáčet dokumentární a krátké filmy a pracoval také jako fotograf v Hongkongu a New Yorku. V roce 1996 debutoval hraným filmem Lea, který měl premiéru na Benátském filmovém festivalu, kde vyhrál cenu OCIC. Film byl nominován na Golden Globe jako nejlepší cizojazyčný film a na Evropskou filmovou cenu. Mimo dalších mezinárodních filmových ocenění získal také dva České lvy. Film mu otevřel cestu do Hollywoodu, kde Fíla na pozvání Stevena Spielberga napsal pro studio DreamWorks Pictures a producentku Wendy Finerman (Forrest Gump) scénář The Betty Schimmel Story.
Jeho další film Král zlodějů měl premiéru v roce 2004 na Moskevském mezinárodním festivalu. Fílův scénář vyhrál „Prix d'Or“ za nejlepší evropský scénář, tak jako čtyři České lvy. Film Král zlodějů byl slovenskou nominací na Oskara v kategorii zahraniční film, ale nedostal se do užšího výběru. Vedle hraných filmů natočil Fíla dokumentární filmy Margarete Buber-Neumann – Německý osud, Kroky v labyrintu, Václav Havel – Česká pohádka, Hitler – Vyděrač, Mlha, Joschka Fischer a další. Fíla momentálně[kdy?] připravuje český film Den štěstí, volně inspirovaný životem zpěváka Petra Nováka a herečky Evy Jakoubkové, a v mezinárodní koprodukci anglicky mluvenou komedii Bella Luna. Hlavní úlohu má hrát americká herečka Sharon Stone.
V roce 2018 vydal román Muž, který stál v cestě, inspirovaný životními osudy komunistického politika Františka Kriegla. V roce 2019 Český rozhlas Plus odvysílal audioverzi knihy, v roce 2020 byla vysílána v Radiotéce v Mluveném slově. Podle knihy měl vzniknout film, ale došlo k nedorozumění mezi plánovaným režisérem a scenáristou a producentem. V roce 2019 vyšla autorova kniha Rytec kamejí, v roce 2020 Nouzový stav – Zápisky cestovatele časem a rok později Jeseníky: Čas, ten pohyblivý obraz věčnosti. Český rozhlas Plus vysílal v roce 2020 jeho glosu Nevěra, v roce 2021 Habermannův mlýn.
Žije v Los Angeles, ve Frankfurtu a v Praze.

## Filmografie

### Hrané filmy
- 1996: Lea
- 2004: Král zlodějů

### Dokumentární filmy
- 1982: Harley Heaven
- 1985: Salzige Träume
- 1987: Margarete Buber-Neumann – Ein deutsches Schicksal
- 1988: Die Paulskirche
- 1989: Im Namen der Revolution
- 1990: Kroky v labyrintu
- 1991: Geschichten aus einer anderen Welt
- 1993: Václav Havel – Česká pohádka
- 1994: Mlha
- 1995: Hitler – Vyděrač
- 2007: Joschka Fischer

## Ocenění

### Lea
- 1996: cena OCIC na Benátském filmovém festivalu
- 1997: Satyajit Ray Award na Londýnském filmovém festivalu[11]
- 1997: Grand Prix CRYSTAL STAR za nejlepší evropský film a cena diváků na filmovém festivalu v Bruselu, Belgie
- 1997: Grand Prix CRYSTAL STAR na filmovém festivalu v Bruselu, Belgie
- 1997: Cena diváků, Prix C.I.C.A. za nejlepší film a Prix du Jury etudiant, na premiéře Plans Festival D'Angers , Francie
- 1997: Nominace na německou filmovou cenu za nejlepší hraný film
- 1997: 2 české lvy a 11 nominací
- 1997: Grand Prix VESUVIO AWARD na Neapolském filmovém festivale, Itálie
- 1997: Opera Prima Award – nejlepší film na mezinárodním filmovém festivale v Montevideu, Uruguay
- 1997: Opera Prima Award – nejlepší film na mezinárodním filmovém festivale Puerto Rico
- 1997: Cena za nejlepší hraný film na mezinárodním filmovém festivalu Film Forum Bratislava, Slovensko
- 1997: Cena FIPRECI na mezinárodním filmovém festivale v Sotschi, Rusko
- 1997: Cena za nejlepší hraný film a cena diváků na Alpinale, Rakousko
- 1998: Zlatý glóbus – Nominace za nejlepší cizojazyčný film
- 1998: Cena za nejlepší film na filmovém festivale v San Jose, USA

### Král zlodějů
- 2004: Slovenský Oscar – nominace za nejlepší cizojazyčný film
- 2004: Silver Griphon – cena diváků za nejlepší film, Festival of Festivals St. Petersburg
- 2004: Trilobit za nejlepší režii a scénář – cena české televizní a filmové společnosti
- 2004: čtyři ocenění Český lev a 10 nominací
- 2005: cena diváků – nejlepší film na filmovém festivale ve Phoenixu, USA
- 2006: nominace na cenu Adolfa Grimma za nejlepší německý film